# NGC 5288
NGC 5288 je otvoreni skup u zviježđu Šestaru. 

## Vanjske poveznice
- (engl.) SEDS: NGC 5288
- (engl.) Revidirani Novi opći katalog
- (engl.) Izvangalaktička baza podataka NASA-e i IPAC-a
- (engl.) Astronomska baza podataka SIMBAD
- (engl.) VizieR
- DSS-ova slika NGC 5288  Arhivirana inačica izvorne stranice od 4. ožujka 2016. (Wayback Machine)